# G. T. Marsh and Sons

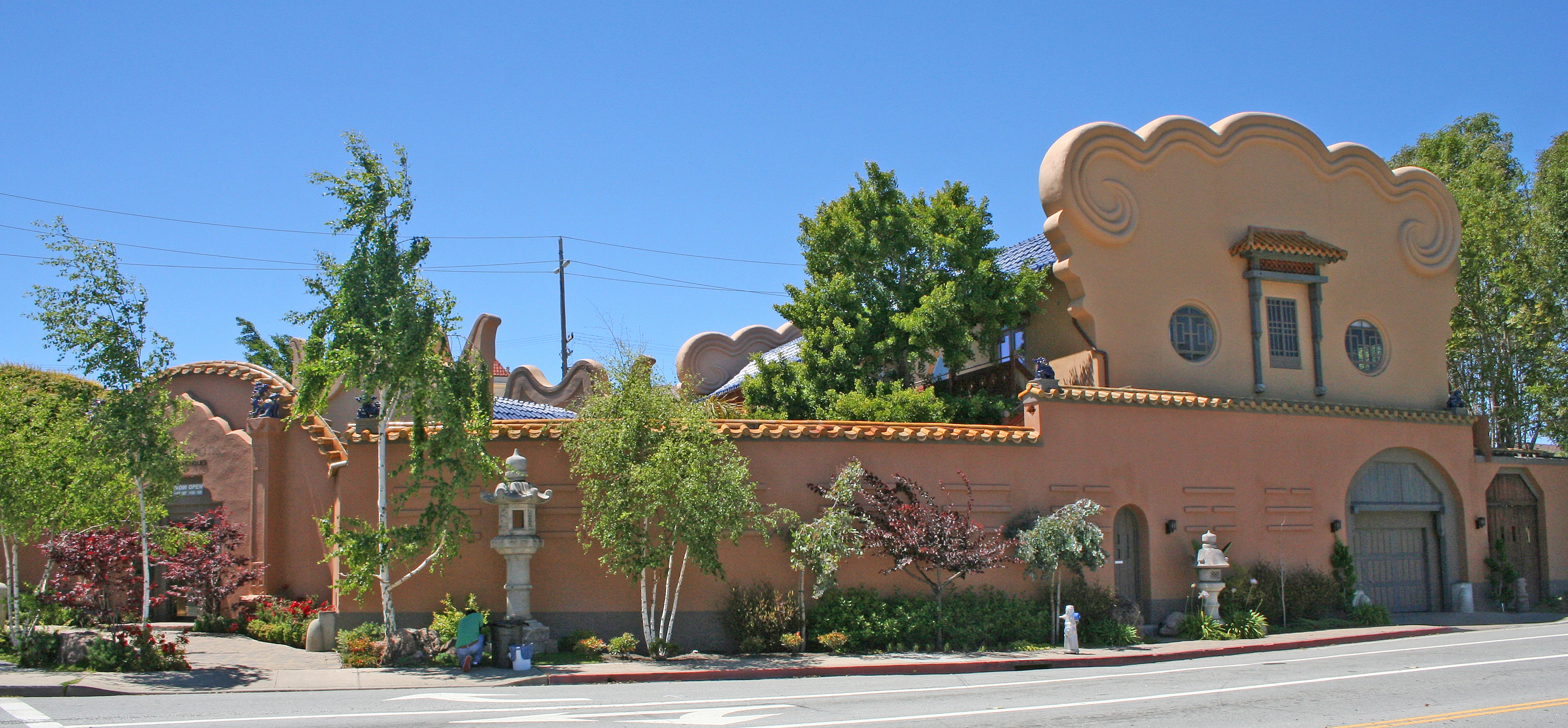
Frontansicht von G. T. Marsh and Sons

G. T. Marsh and Sons (auch Marsh’s Oriental Store) ist ein denkmalgeschütztes Gebäude in ostasiatisch-orientiertem Stil in Monterey, Kalifornien, das 1928 erbaut wurde.

## Geschichte
Das Gebäude wurde 1928 als Kunsthandel für ostasiatische Kunst mit anschließenden Wohnräumen erbaut. Zusätzlich wurde ein japanischer Garten angelegt. George Turner Marsh war 1872 als 15-Jähriger mit seiner Familie aus Australien in die USA eingewandert und hatte alleine einen vierjährigen Zwischenaufenthalt in Yokohama, Japan, wo er in einem Teehandel arbeitete. Im Jahr 1876 gründete er G.T. Marsh and Company: Japanese Art Repository mit einem Ladengeschäft im Palace Hotel an der Adresse 625 Market Street, San Francisco. Das Geschäft war der erste Importeur und Händler für ostasiatische Kunst und Kunsthandwerk in Kalifornien. In den 1920er Jahren wurde zusätzlich Schmuck hergestellt, der durch Anstellung eines italienischen Goldschmieds in den 1930er Jahren größere Bekanntheit erlangte. G. T. Marsh starb 1932 durch einen Autounfall.
Nach einigen Eigentümerwechseln zog in das Gebäude ein Kunsthandel für ostasiatische Antiquitäten namens Orientations und zuletzt ein Versicherungsmakler ein. Das Gebäude wurde 2007 mit der Registrierungsnummer 05001113 unter Denkmalschutz gestellt.